# هيو مونتجومري (سياسي)
هيو مونتجومري هو سياسي كندي، ولد في 25 مارس 1858، وتوفي في 10 يناير 1926 في أونتاريو في كندا. حزبياً، نشط في حزب أونتاريو المحافظ التقدمي. وقد انتخب عضو برلمان مقاطعة أونتاريو.